# Васильев, Феофан Ильич
Феофан Ильич Васильев (1917—2000) — участник Великой Отечественной войны, командир отделения 91-го отдельного инженерного батальона 47-й армии Воронежского фронта, старший сержант, Герой Советского Союза (1944).

## Биография
Родился 22 марта 1917 года в слободе Платова (ныне — с. Весело-Вознесенка Неклиновского района Ростовской области) в семье рабочих. Русский. Отец — Илья Дмитриевич, управляющий в свиносовхозе. Мать — Марина Никитична, работница совхоза.
Окончил Весело-Вознесенскую неполную среднюю школу. Работал механиком катера рыбоконсервного комбината.
В Красной Армии — с 1936 года. Участвовал в советско-финляндской войне 1939—1940. На фронтах Великой Отечественной войны с 1941 года. Член КПСС с 1944 года.
Сражался на Северо-Кавказском, Закавказском, Воронежском и 1-м Украинском фронтах. Принимал участие в освобождении Украины.
Отличился при форсировании Днепра в районе села Студенец Каневского района Черкасской области Украины 24—27 сентября 1943 года.
После войны трудился в родном селе. В 1948 году окончил одногодичную школу управляющих отделениями и фермами при зверосовхозе «Тагант». Работал управляющим в свиносовхозе 2 отделения. В селе Ивановка работал заведующим мельницей. В колхозе «Родина» — заведующим молочного завода.
Умер 14 февраля 2000 года, похоронен в родном селе.

## Память
В честь Васильева Ф. И. названа улица в селе Весело-Вознесенка.

## Награды
- Указом Президиума Верховного Совета СССР от 3 июня 1944 года за образцовое выполнение боевых заданий командования на фронте борьбы с немецко-фашистскими захватчиками и проявленные при этом мужество и героизм, старшему сержанту Васильеву Феофану Ильичу присвоено звание Героя Советского Союза с вручением ордена Ленина и медали «Золотая Звезда» (№ 3720).
- Награждён орденом Ленина, Красного Знамени, Отечественной войны 1 степени, двумя орденами Красной Звезды, а также медалями.